# Bistum Concepción (Paraguay)
Das Bistum Concepción (lateinisch Dioecesis Sanctissimae Conceptionis in Paraguay, spanisch Diócesis de la Santísima Concepción) ist eine in Paraguay gelegene römisch-katholische Diözese mit Sitz in Concepción.

## Geschichte
Das Bistum Concepción en Paraguay wurde am 1. Mai 1929 von Papst Pius XI. mit der apostolischen Konstitution Universi Dominici aus Gebietsabtretungen des Erzbistums Asunción und der Apostolischen Präfektur Pilcomayo als Bistum Concepción y Chaco errichtet. Es wurde dem Erzbistum Asunción als Suffraganbistum unterstellt. Am 11. März 1948 gab das Bistum Concepción y Chaco Teile seines Territoriums zur Gründung des Apostolischen Vikariates Chaco Paraguayo ab.
Das Bistum Concepción y Chaco wurde am 16. Juli 1949 in Bistum Concepción en Paraguay umbenannt. Am 21. Januar 1957 gab das Bistum Concepción en Paraguay Teile seines Territoriums zur Gründung der Territorialprälatur Encarnación y Alto Paraná ab. Weitere Gebietsabtretungen erfolgten am 2. August 1960 zur Gründung der Territorialprälatur Caacupé und am 10. September 1961 zur Gründung der Territorialprälatur Coronel Oviedo. Das Bistum Concepción en Paraguay gab am 5. Juni 1978 Teile seines Territoriums zur Gründung des Bistums San Pedro ab. Eine weitere Gebietsabtretung erfolgte am 28. Juni 1980 zur Gründung des Bistums Benjamín Aceval.

## Ordinarien

### Bischöfe von Concepción y Chaco
- Emilio Sosa Gaona SDB, 1931–1949

### Bischöfe von Concepción en Paraguay
- Emilio Sosa Gaona SDB, 1949–1963
- Aníbal Maricevich Fleitas, 1965–1993
- Juan Bautista Gavilán Velásquez, 1994–2001, dann Bischof von Coronel Oviedo
- Zacarías Ortiz Rolón SDB, 2003–2013
- Miguel Ángel Cabello Almada, 2013–2024, dann Bischof von Villarrica del Espíritu Santo
  - Sedisvakanz seit 5. Dezember 2024